# Route 485 (Nouveau-Brunswick)
Pour les articles homonymes, voir Route 485.
La route 485 est une route locale du Nouveau-Brunswick située dans le sud-est de la province, 20 kilomètres au nord-ouest de Moncton. Elle traverse une région majoritairement agricole. De plus, elle mesure 18 kilomètres, et est pavée sur toute sa longueur. 

## Tracé
La 485 débute à Canaan, sur la route 126, route reliant Moncton à Miramichi. Elle commence par se diriger vers le nord-est pendant 13 kilomètres, en traversant Terrains de l'Evéque, Légerville et Sweeneyville. Elle se dirige ensuite vers l'est jusqu'à son terminus est, soit sur la route 490. 

## Intersections principales
| Route 485            |              |    |                                                              |                           |
| Comté                | Location     | km | Intersection/Destinations                                    | Notes                     |
| Comté de Westmorland | Canaan       | 0  | R-126, Moncton, Rogersville, Miramichi                       | extrémité ouest de la 485 |
| Comté de Kent        | Légerville   | 9  | Chemin Village-des-Cormiers, Village-des-Cormiers, Gladeside |                           |
| Comté de Kent        | Sweeneyville | 18 | R-490, Moncton, McLean Settlement                            | extrémité est de la 485   |